# 9178 Момойо
9178 Момойо (9178 Momoyo) — астероїд головного поясу, відкритий 23 лютого 1991 року.
Тіссеранів параметр щодо Юпітера — 3,289.